# 田中秀夫 (経済学者)
田中 秀夫（たなか ひでお、1949年1月8日 - 2023年12月19日）は、日本の経済学者。専門は経済思想史、社会思想史、政治思想史。博士（経済学）。京都大学名誉教授。愛知学院大学客員教授。

## 来歴
滋賀県出身。滋賀大学経済学部卒業後、1978年京都大学大学院経済学研究科博士課程単位取得退学。1992年「スコットランド啓蒙思想史研究―文明社会と国制」で京都大学博士（経済学）取得。
学振特別研究員を経て、1981年甲南大学経済学部講師、1983年助教授、1988年教授。1990年京都大学経済学部助教授、1993年教授、1996年大学院経済学研究科教授、2010年から2012年まで経済学研究科長・経済学部長、2013年定年退職、京都大学名誉教授。2013年愛知学院大学経済学部教授、2017年大学院経済学研究科教授。2019年客員教授。
坂本達哉・長尾伸一編『徳・商業・文明社会』京都大学学術出版会、2015年は友人・門下生による定年記念論集。
2023年12月19日、京都府宇治市の病院で死去。74歳没。

## 著書

### 単著
- 『スコットランド啓蒙思想史研究――文明社会と国制』（名古屋大学出版会、1991年）
- 『文明社会と公共精神――スコットランド啓蒙の地層』（昭和堂、1996年）
- 『共和主義と啓蒙――思想史の視野から』（ミネルヴァ書房、1998年）
- 『啓蒙と改革――ジョン・ミラー研究』（名古屋大学出版会、1999年）
- 『原点探訪　アダム・スミスの足跡』（法律文化社、2002年）
- 『社会の学問の革新――自然法思想から社会科学へ』（ナカニシヤ出版、2002年）
- 『アメリカ啓蒙の群像――スコットランド啓蒙の影の下で1723-1801』（名古屋大学出版会、2012年）
- 『近代社会とは何か――ケンブリッジ学派とスコットランド啓蒙』（京都大学学術出版会、2013年）
- 『啓蒙の射程と思想家の旅』（未來社、2013年）
- 『スコットランド啓蒙とは何か――近代社会の原理』（ミネルヴァ書房、2014年）

### 編著
- 『啓蒙のエピステーメーと経済学の生誕』（京都大学学術出版会、2008年）
- 『野蛮と啓蒙―経済思想史からの接近』（京都大学学術出版会、2014年）
- 『追想　田中真晴先生』（非売品、2002年）

### 共編著
- The Rise of Political Economy in the Scottish Enlightenment, co-edited with Tatsuya Sakamoto, (Routledge、2003)
- （山脇直司）『共和主義の思想空間――シヴィック・ヒューマニズムの可能性』（名古屋大学出版会、2006年）
- （佐々木武）『啓蒙と社会――文明観の変容』（京都大学学術出版会、2011年）

### 訳書
- F・A・ハイエク『市場・知識・自由――自由主義の経済思想』（ミネルヴァ書房、1986年）
- J・G・A・ポーコック『徳・商業・歴史』（みすず書房、1993年）
- アルバート・O・ハーシュマン『方法としての自己破壊――「現実的可能性」を求めて』（法政大学出版局、2004年）
- H・T・ディキンスン『自由と所有――英国の自由な国制はいかにして創出されたか』（ナカニシヤ出版、2006年）
- J・G・A・ポーコック『マキァヴェリアン・モーメント――フィレンツェの政治思想と大西洋圏の共和主義の伝統』（名古屋大学出版会、2008年）
- イシュトファン・ホント『貿易の嫉妬―国際競争と国民国家の歴史的展望―』（昭和堂、2009年）
- ライオネル・ロビンズ『一経済学者の自伝』（ミネルヴァ書房、2009年）
- フランシス・ハチスン『道徳哲学序説』（京都大学学術出版会、2009年）
- デイヴィッド・ヒューム『政治論集』（京都大学学術出版会、2010年）
- ダンカン・フォーブズ『ヒュームの哲学的政治学』（昭和堂、2011年）
- シュナイウィンド『自律の創成―近代道徳哲学史』（法政大学出版局、2011年）
- ロンルド・ミーク『社会科学と高貴な未開人』（昭和堂、2015年）
- ケイムズ『道徳と自然宗教の原理』（京都大学学術出版会、2016年）
- ドリンダ・ウートラム『啓蒙』（法政大学出版局、2017年）
- クリストファ・ベリー『スコットランド啓蒙における商業社会の理念』（ミネルヴァ書房、2017年）
- イシュトファン・ホント『商業社会の政治学』（昭和堂、2019年）
- キャロライン・ロビンズ『イギリス１８世紀のコモンウェルスマン』（ミネルヴァ書房、2020年）
- J・G・A・ポーコック『野蛮と宗教Ⅰ――エドワード・ギボンの啓蒙』（名古屋大学出版会、2021年）
- J・G・A・ポーコック『野蛮と宗教Ⅱ――市民的統治の物語』（名古屋大学出版会、2022年）

## 主な所属学会
- 経済学史学会（2015年度から2016年度末まで代表幹事）
- 社会思想学会
- 日本イギリス哲学会（2004年度から2005年度末まで会長）
- ECSSS（18世紀スコットランド研究学会）
- アダム･スミスの会
- Royal Historical Society（英国）